# Falska vänner
| På amerikansk engelska heter lastbil truck (vänster bild). Höger bild är ett exempel på vad som på svenska menas med truck.Det amerikanska respektive svenska ordet truck är därmed falska vänner.  |  | På amerikansk engelska heter lastbil truck (vänster bild). Höger bild är ett exempel på vad som på svenska menas med truck.Det amerikanska respektive svenska ordet truck är därmed falska vänner. |
| På amerikansk engelska heter lastbil truck (vänster bild). Höger bild är ett exempel på vad som på svenska menas med truck. Det amerikanska respektive svenska ordet truck är därmed falska vänner. |  | |

Falska vänner eller lömska ord är två eller fler ord från skilda språk som stavas eller låter lika eller likartat, men har olika betydelser. Orden är alltså homografer, homofoner eller fullständiga homonymer, men inte synonymer. För att kallas falsk vän måste det finnas en reell möjlighet att missförstånd skall uppstå.

## Problem
Falska vänner kan orsaka misstag, missförstånd och andra svårigheter för personer som uttrycker sig på ett främmande språk, och kan få personer att inte förstå vad som menas på sitt eget modersmål. Komedier innehåller ibland skämt baserade på falska vänner.

## Uppkomst
Falska vänner kan uppstå på flera olika sätt:
- Utifrån gemensam etymologi.[2] Dessa falska vänner har ett polysemt förhållande.
  - I samband med att ett lånord etableras i ett språk sker ofta en betydelseförskjutning som kan ge upphov till falska vänner.[3]
  - När ett ord som har flertydig betydelse i ett språk lånas in till ett annat tas ofta bara en eller ett par av betydelserna med, vilket ger upphov till falska vänner gentemot övriga betydelser.
  - Ord som från början varit identiska i olika språk kan med tiden förskjutas i olika betydelseriktningar.
  - I vissa fall skapas falska vänner genom att ord oberoende av varandra tas upp i två språk från ett liknande ursprung, och stavas eller låter lika på grund av detta.

- Utan gemensam etymologi: Vissa falska vänner är helt enkelt homofona, homografa eller homonyma utan någon som helst relation mellan sig i övrigt.

### Språkutveckling genom falska vänner
Ett ord som genom att vara falsk vän felöversätts kan därmed ibland föra in det andra språkets betydelse av ordet.

## Närliggande språkliga fenomen
En pseudoanglicism är ett artificiellt konstruerat ord eller begrepp med element lånade från engelskan, men som saknar eller har en annan betydelse på engelska. Ett exempel är freestyle, som heter walkman på engelska. En pseudoanglicism är dock inte en falsk vän. Falska vänner är ord som av mer slumpmässiga skäl liknar varandra och inte är felaktigt inlånade eller uppfattas som inlånade från det andra språket.